# 1144 (szám)
Az 1144 (római számmal: MCXLIV) az 1143 és 1145 között található természetes szám.

## A szám a matematikában
A tízes számrendszerbeli 1144-es a kettes számrendszerben 10001111000, a nyolcas számrendszerben 2170, a tizenhatos számrendszerben 478 alakban írható fel.
Az 1144 páros szám, összetett szám. Kanonikus alakja 23 · 111 · 131, normálalakban az 1,144 · 103 szorzattal írható fel. Tizenhat osztója van a természetes számok halmazán, ezek növekvő sorrendben: 1, 2, 4, 8, 11, 13, 22, 26, 44, 52, 88, 104, 143, 286, 572 és 1144.
Az 1144 két szám valódiosztó-összegeként áll elő, ezek a 896 és az 1516.

## Csillagászat
- 1144 Oda kisbolygó